# Produits agroalimentaires traditionnels du Piémont
Les Produits agroalimentaires traditionnels du Piémont, reconnus par le ministère des Politiques agricoles, alimentaires et forestières (MIPAAF), sur la proposition du gouvernement de la région du Piémont sont présentés dans la liste qui suit. La dernière mise à jour est du 7 juin 2012, date de la dernière révision des PAT (produits agroalimentaires traditionnels).

## Liste des produits
| N°  | Dénomination                                                     | Secteur                                                                                               |
| --- | ---------------------------------------------------------------- | --- |
| 1   | Amaro alle erbe alpine delle montagne di Cesana                  | Boissons sans alcool, spiritueux et liqueurs                                                          |
| 2   | Arquebuse                                                        | Boissons sans alcool, spiritueux et liqueurs                                                          |
| 3   | Bicerin                                                          | Boissons sans alcool, spiritueux et liqueurs                                                          |
| 4   | Elisir del prete                                                 | Boissons sans alcool, spiritueux et liqueurs                                                          |
| 5   | Elisir d'erbe Barathier                                          | Boissons sans alcool, spiritueux et liqueurs                                                          |
| 6   | Garus susino                                                     | Boissons sans alcool, spiritueux et liqueurs                                                          |
| 7   | Genepy                                                           | Boissons sans alcool, spiritueux et liqueurs                                                          |
| 8   | Genepy del Moncenisio o genepy des Alpes                         | Boissons sans alcool, spiritueux et liqueurs                                                          |
| 9   | Grappa con alambicco a bagnomaria piemontese                     | Boissons sans alcool, spiritueux et liqueurs                                                          |
| 10  | Liquore d'erba bianca                                            | Boissons sans alcool, spiritueux et liqueurs                                                          |
| 11  | Liquore di genziana                                              | Boissons sans alcool, spiritueux et liqueurs                                                          |
| 12  | Liquori di erbe alpine                                           | Boissons sans alcool, spiritueux et liqueurs                                                          |
| 13  | Nocciolino di Chivasso                                           | Boissons sans alcool, spiritueux et liqueurs                                                          |
| 14  | Olio essenziale di menta piperita Piemonte o pancalieri Piemonte | Boissons sans alcool, spiritueux et liqueurs                                                          |
| 15  | Ratafià                                                          | Boissons sans alcool, spiritueux et liqueurs                                                          |
| 16  | Rosolio                                                          | Boissons sans alcool, spiritueux et liqueurs                                                          |
| 17  | Vermut                                                           | Boissons sans alcool, spiritueux et liqueurs                                                          |
| 18  | Agnello biellese                                                 | Viandes (et abats) et leurs préparations                                                              |
| 19  | Agnello sambucano                                                | Viandes (et abats) et leurs préparations                                                              |
| 20  | Bale d'aso                                                       | Viandes (et abats) et leurs préparations                                                              |
| 21  | Batsuà                                                           | Viandes (et abats) et leurs préparations                                                              |
| 22  | Bergna                                                           | Viandes (et abats) et leurs préparations                                                              |
| 23  | Bisecon (bisecun)                                                | Viandes (et abats) et leurs préparations                                                              |
| 24  | Bovino piemontese                                                | Viandes (et abats) et leurs préparations                                                              |
| 25  | Bresaola della Val d'Ossola                                      | Viandes (et abats) et leurs préparations                                                              |
| 26  | Bue di Carrù                                                     | Viandes (et abats) et leurs préparations                                                              |
| 27  | Bundiola (bondiola)                                              | Viandes (et abats) et leurs préparations                                                              |
| 28  | Cappone di monasterolo di Savigliano                             | Viandes (et abats) et leurs préparations                                                              |
| 29  | Cappone di morozzo                                               | Viandes (et abats) et leurs préparations                                                              |
| 30  | Cappone di San Damiano d'Asti                                    | Viandes (et abats) et leurs préparations                                                              |
| 31  | Cappone di Vesime                                                | Viandes (et abats) et leurs préparations                                                              |
| 32  | Capretto della Val Vigezzo                                       | Viandes (et abats) et leurs préparations                                                              |
| 33  | Carn seca                                                        | Viandes (et abats) et leurs préparations                                                              |
| 34  | Castrato biellese                                                | Viandes (et abats) et leurs préparations                                                              |
| 35  | Coniglio grigio di Carmagnola                                    | Viandes (et abats) et leurs préparations                                                              |
| 36  | Coppa cotta bieleisa                                             | Viandes (et abats) et leurs préparations                                                              |
| 37  | Filetto baciato di Ponzone o salame filetto baciato              | Viandes (et abats) et leurs préparations                                                              |
| 38  | Frisse (fresse) o grive                                          | Viandes (et abats) et leurs préparations                                                              |
| 39  | Gallina bianca di Saluzzo                                        | Viandes (et abats) et leurs préparations                                                              |
| 40  | Gallina bionda piemontese                                        | Viandes (et abats) et leurs préparations                                                              |
| 41  | Lardo                                                            | Viandes (et abats) et leurs préparations                                                              |
| 42  | Lingua di bovino cotta                                           | Viandes (et abats) et leurs préparations                                                              |
| 43  | L'mlon                                                           | Viandes (et abats) et leurs préparations                                                              |
| 44  | Lumache di Cherasco (lumache di pianura)                         | Viandes (et abats) et leurs préparations                                                              |
| 45  | Lumache di montagna (chiocciole di Borgo San Dalmazzo)           | Viandes (et abats) et leurs préparations                                                              |
| 46  | Mica                                                             | Viandes (et abats) et leurs préparations                                                              |
| 47  | Mocetta (del Canavese, valsesiana, ossolana)                     | Viandes (et abats) et leurs préparations                                                              |
| 48  | Mortadella di fegato cotta (mortadella d’Orta)                   | Viandes (et abats) et leurs préparations                                                              |
| 49  | Mortadella di fegato cruda (fidighin o fideghina)                | Viandes (et abats) et leurs préparations                                                              |
| 50  | Mortadella ossolana                                              | Viandes (et abats) et leurs préparations                                                              |
| 51  | Mustardela o mustardera                                          | Viandes (et abats) et leurs préparations                                                              |
| 52  | Paletta                                                          | Viandes (et abats) et leurs préparations                                                              |
| 53  | Pancetta con cotenna                                             | Viandes (et abats) et leurs préparations                                                              |
| 54  | Preti (previ, quaiette)                                          | Viandes (et abats) et leurs préparations                                                              |
| 55  | Prosciutto cotto                                                 | Viandes (et abats) et leurs préparations                                                              |
| 56  | Prosciutto crudo della Valle Gesso                               | Viandes (et abats) et leurs préparations                                                              |
| 57  | Prosciutto crudo dell'alta Val Susa                              | Viandes (et abats) et leurs préparations                                                              |
| 58  | Prosciutto crudo di Cuneo                                        | Viandes (et abats) et leurs préparations                                                              |
| 59  | Prosciutto montano della Val Vigezzo                             | Viandes (et abats) et leurs préparations                                                              |
| 60  | Rane delle risaie piemontesi                                     | Viandes (et abats) et leurs préparations                                                              |
| 61  | Salame cotto                                                     | Viandes (et abats) et leurs préparations                                                              |
| 62  | Salame Cuneo                                                     | Viandes (et abats) et leurs préparations                                                              |
| 63  | Salame d'asino                                                   | Viandes (et abats) et leurs préparations                                                              |
| 64  | Salame del cios                                                  | Viandes (et abats) et leurs préparations                                                              |
| 65  | Salame di cavallo                                                | Viandes (et abats) et leurs préparations                                                              |
| 66  | Salame di cinghiale                                              | Viandes (et abats) et leurs préparations                                                              |
| 67  | Salame di giora                                                  | Viandes (et abats) et leurs préparations                                                              |
| 68  | Salame di patate                                                 | Viandes (et abats) et leurs préparations                                                              |
| 69  | Salame di testa o cupa                                           | Viandes (et abats) et leurs préparations                                                              |
| 70  | Salame di turgia                                                 | Viandes (et abats) et leurs préparations                                                              |
| 71  | Salame d'la doja                                                 | Viandes (et abats) et leurs préparations                                                              |
| 72  | Salame d’oca o con oca (graton d’oca)                            | Viandes (et abats) et leurs préparations                                                              |
| 73  | Salame o salamino di capra o susiccia d'crava                    | Viandes (et abats) et leurs préparations                                                              |
| 74  | Salamet o salametto casalingo                                    | Viandes (et abats) et leurs préparations                                                              |
| 75  | Salami aromatizzati del Piemonte                                 | Viandes (et abats) et leurs préparations                                                              |
| 76  | Salamino di vacca ò susiccia d'vacca                             | Viandes (et abats) et leurs préparations                                                              |
| 77  | Salsiccia al formentino                                          | Viandes (et abats) et leurs préparations                                                              |
| 78  | Salsiccia di Bra                                                 | Viandes (et abats) et leurs préparations                                                              |
| 79  | Salsiccia di cavolo o sautissa ‘d coi                            | Viandes (et abats) et leurs préparations                                                              |
| 80  | Salsiccia di riso                                                | Viandes (et abats) et leurs préparations                                                              |
| 81  | Sanguinaccio con pane                                            | Viandes (et abats) et leurs préparations                                                              |
| 82  | Sanguinaccio con patate                                          | Viandes (et abats) et leurs préparations                                                              |
| 83  | Sanguinaccio con riso                                            | Viandes (et abats) et leurs préparations                                                              |
| 84  | Testa in cassetta                                                | Viandes (et abats) et leurs préparations                                                              |
| 85  | Trippa di Moncalieri (tripa d'Muncalè)                           | Viandes (et abats) et leurs préparations                                                              |
| 86  | Violino di agnello                                               | Viandes (et abats) et leurs préparations                                                              |
| 87  | Violino di camoscio                                              | Viandes (et abats) et leurs préparations                                                              |
| 88  | Violino di capra                                                 | Viandes (et abats) et leurs préparations                                                              |
| 89  | Bagna càuda                                                      | Condiments                                                                                            |
| 90  | Bagnet ros (bagnet 'd tomatiche)                                 | Condiments                                                                                            |
| 91  | Bagnet verd                                                      | Condiments                                                                                            |
| 92  | Mostarda di mele                                                 | Condiments                                                                                            |
| 93  | Mostarda d'uva o cognà                                           | Condiments                                                                                            |
| 94  | Beddo                                                            | Fromages                                                                                              |
| 95  | Boves                                                            | Fromages                                                                                              |
| 96  | Brus                                                             | Fromages                                                                                              |
| 97  | Brus da latte                                                    | Fromages                                                                                              |
| 98  | Caprino della Val Vigezzo                                        | Fromages                                                                                              |
| 99  | Caprino lattico piemontese                                       | Fromages                                                                                              |
| 100 | Caprino presamico piemontese                                     | Fromages                                                                                              |
| 101 | Caprino valsesiano                                               | Fromages                                                                                              |
| 102 | Cevrin di coazze                                                 | Fromages                                                                                              |
| 103 | Fromageso a crosta rossa                                         | Fromages                                                                                              |
| 104 | Fromageso del fieno                                              | Fromages                                                                                              |
| 105 | Frachet                                                          | Fromages                                                                                              |
| 106 | Gioda                                                            | Fromages                                                                                              |
| 107 | Maccagno (macagn)                                                | Fromages                                                                                              |
| 108 | Mollana della Val Borbera                                        | Fromages                                                                                              |
| 109 | Montebore                                                        | Fromages                                                                                              |
| 110 | Montegranero                                                     | Fromages                                                                                              |
| 111 | Mortrett o murtret                                               | Fromages                                                                                              |
| 112 | Motta                                                            | Fromages                                                                                              |
| 113 | Murianengo o Moncenisio                                          | Fromages                                                                                              |
| 114 | Murtarat                                                         | Fromages                                                                                              |
| 115 | Nostrale d'alpe                                                  | Fromages                                                                                              |
| 116 | ossolano                                                         | Fromages                                                                                              |
| 117 | Ossolano d'alpe o Bettelmatt o grasso d'alpe                     | Fromages                                                                                              |
| 118 | Paglierina                                                       | Fromages                                                                                              |
| 119 | Robiola d’alba                                                   | Fromages                                                                                              |
| 120 | Robiola di Bossolasco (tuma di Bossolasco)                       | Fromages                                                                                              |
| 121 | Robiola di Cocconato                                             | Fromages                                                                                              |
| 122 | Salagnun                                                         | Fromages                                                                                              |
| 123 | Salgnun o salignun                                               | Fromages                                                                                              |
| 124 | Sola (sora, soera)                                               | Fromages                                                                                              |
| 125 | Spress o spresitt                                                | Fromages                                                                                              |
| 126 | Testun                                                           | Fromages                                                                                              |
| 127 | Toma ajgra                                                       | Fromages                                                                                              |
| 128 | Toma biellese                                                    | Fromages                                                                                              |
| 129 | Toma del lait brusc o formag lait brusc                          | Fromages                                                                                              |
| 130 | Toma della Valsesia                                              | Fromages                                                                                              |
| 131 | Toma di capra (crava)                                            | Fromages                                                                                              |
| 132 | Toma di Celle                                                    | Fromages                                                                                              |
| 133 | Toma di Elva o caso di Elva (casale de Elva, tumo de caso)       | Fromages                                                                                              |
| 134 | Toma di Lanzo                                                    | Fromages                                                                                              |
| 135 | Tometto o tumet                                                  | Fromages                                                                                              |
| 136 | Tomino (tuma) di Casalborgone                                    | Fromages                                                                                              |
| 137 | Tomino canavesano asciutto                                       | Fromages                                                                                              |
| 138 | Tomino canavesano fresco                                         | Fromages                                                                                              |
| 139 | Tomino del bot                                                   | Fromages                                                                                              |
| 140 | Tomino delle valli saluzzesi                                     | Fromages                                                                                              |
| 141 | Tomino di Melle (toumin del Mel)                                 | Fromages                                                                                              |
| 142 | Tomino di Rivalta                                                | Fromages                                                                                              |
| 143 | Tomino di San Giacomo di Boves                                   | Fromages                                                                                              |
| 144 | Tomino di Saronsella (chivassotto)                               | Fromages                                                                                              |
| 145 | Tomino di Sordevolo                                              | Fromages                                                                                              |
| 146 | Tomino di Talucco                                                | Fromages                                                                                              |
| 147 | Tuma 'd trausela                                                 | Fromages                                                                                              |
| 148 | Vaciarin                                                         | Fromages                                                                                              |
| 149 | Burro di montagna                                                | Matières grasses (beurre, margarine, huiles)                                                          |
| 150 | Actinidia di Cuneo                                               | Produits végétaux à l'état naturel ou transformés                                                     |
| 151 | Aglio di Molino dei Torti                                        | Produits végétaux à l'état naturel ou transformés                                                     |
| 152 | Ajucche                                                          | Produits végétaux à l'état naturel ou transformés                                                     |
| 153 | Albicocca tonda di Costigliole                                   | Produits végétaux à l'état naturel ou transformés                                                     |
| 154 | Amarena di Trofarello                                            | Produits végétaux à l'état naturel ou transformés                                                     |
| 155 | Asparago di Borgo d'Ale                                          | Produits végétaux à l'état naturel ou transformés                                                     |
| 156 | Asparago di Poirino                                              | Produits végétaux à l'état naturel ou transformés                                                     |
| 157 | Asparago di Santena                                              | Produits végétaux à l'état naturel ou transformés                                                     |
| 158 | Asparago di Valmacca                                             | Produits végétaux à l'état naturel ou transformés                                                     |
| 159 | Asparago saraceno di Vinchio                                     | Produits végétaux à l'état naturel ou transformés                                                     |
| 160 | Bietola rossa di Castellazzo Bormida                             | Produits végétaux à l'état naturel ou transformés                                                     |
| 161 | Cardo avorio di Isola d'Asti                                     | Produits végétaux à l'état naturel ou transformés                                                     |
| 162 | Cardo bianco avorio di Andezeno                                  | Produits végétaux à l'état naturel ou transformés                                                     |
| 163 | Cardo gobbo di Nizza Monferrato                                  | Produits végétaux à l'état naturel ou transformés                                                     |
| 164 | Carota di San Rocco Castagnaretta                                | Produits végétaux à l'état naturel ou transformés                                                     |
| 165 | Castagne della Val Borbera                                       | Produits végétaux à l'état naturel ou transformés                                                     |
| 166 | Castagne delle valli di Lanzo                                    | Produits végétaux à l'état naturel ou transformés                                                     |
| 167 | Cavolfiore di Moncalieri                                         | Produits végétaux à l'état naturel ou transformés                                                     |
| 168 | Cavolo verza di Montalto Dora                                    | Produits végétaux à l'état naturel ou transformés                                                     |
| 169 | Cavolo verza di Settimo Torinese                                 | Produits végétaux à l'état naturel ou transformés                                                     |
| 170 | Cece di Merella                                                  | Produits végétaux à l'état naturel ou transformés                                                     |
| 171 | Cicoria pan di zucchero casalese                                 | Produits végétaux à l'état naturel ou transformés                                                     |
| 172 | Ciliegia bella di Garbagna                                       | Produits végétaux à l'état naturel ou transformés                                                     |
| 173 | Ciliegia precoce di Rivarone                                     | Produits végétaux à l'état naturel ou transformés                                                     |
| 174 | Ciliegie di Pecetto                                              | Produits végétaux à l'état naturel ou transformés                                                     |
| 175 | Cipolla bionda astigiana                                         | Produits végétaux à l'état naturel ou transformés                                                     |
| 176 | Cipolla dorata di Castelnuovo Scrivia                            | Produits végétaux à l'état naturel ou transformés                                                     |
| 177 | Cipolla rossa astigiana                                          | Produits végétaux à l'état naturel ou transformés                                                     |
| 178 | Cipolla rossa di Castelnuovo Scrivia                             | Produits végétaux à l'état naturel ou transformés                                                     |
| 179 | Cipolle di Andezeno                                              | Produits végétaux à l'état naturel ou transformés                                                     |
| 180 | Cipolline di Ivrea                                               | Produits végétaux à l'état naturel ou transformés                                                     |
| 181 | Erbe officinali della Valle Grana                                | Produits végétaux à l'état naturel ou transformés                                                     |
| 182 | Fagiolana della Val Borbera                                      | Produits végétaux à l'état naturel ou transformés                                                     |
| 183 | Fagioli di Cuneo                                                 | Produits végétaux à l'état naturel ou transformés                                                     |
| 184 | Fagiolo di Saluggia                                              | Produits végétaux à l'état naturel ou transformés                                                     |
| 185 | Farina per polenta tradizionale di Langa                         | Produits végétaux à l'état naturel ou transformés                                                     |
| 186 | Farine alimentari della valle vermenagna                         | Produits végétaux à l'état naturel ou transformés                                                     |
| 187 | Fragola di Tortona                                               | Produits végétaux à l'état naturel ou transformés                                                     |
| 188 | Fragole delle valli cuneesi                                      | Produits végétaux à l'état naturel ou transformés                                                     |
| 189 | Fragole di San Raffaele Cimena                                   | Produits végétaux à l'état naturel ou transformés                                                     |
| 190 | Fragolina di San Mauro Torinese                                  | Produits végétaux à l'état naturel ou transformés                                                     |
| 191 | Funghi della Valle Bronda (Pagno)                                | Produits végétaux à l'état naturel ou transformés                                                     |
| 192 | Funghi di Giaveno                                                | Produits végétaux à l'état naturel ou transformés                                                     |
| 193 | Funghi di Sanfront                                               | Produits végétaux à l'état naturel ou transformés                                                     |
| 194 | Grano saraceno                                                   | Produits végétaux à l'état naturel ou transformés                                                     |
| 195 | Insalatina di Castagneto Po                                      | Produits végétaux à l'état naturel ou transformés                                                     |
| 196 | Lattughino di Moncalieri                                         | Produits végétaux à l'état naturel ou transformés                                                     |
| 197 | Marrone della Val Pellice                                        | Produits végétaux à l'état naturel ou transformés                                                     |
| 198 | Marroni della Valle di Susa                                      | Produits végétaux à l'état naturel ou transformés                                                     |
| 199 | Mela carla della Val Borbera                                     | Produits végétaux à l'état naturel ou transformés                                                     |
| 200 | Mela di San Marzano Oliveto                                      | Produits végétaux à l'état naturel ou transformés                                                     |
| 201 | Mela golden di Cuneo                                             | Produits végétaux à l'état naturel ou transformés                                                     |
| 202 | Mela renetta grigia di Torriana                                  | Produits végétaux à l'état naturel ou transformés                                                     |
| 203 | Melanzana violetta casalese                                      | Produits végétaux à l'état naturel ou transformés                                                     |
| 204 | Mele autoctone del Biellese                                      | Produits végétaux à l'état naturel ou transformés                                                     |
| 205 | Mele del Monferrato                                              | Produits végétaux à l'état naturel ou transformés                                                     |
| 206 | Mele della Val Curone                                            | Produits végétaux à l'état naturel ou transformés                                                     |
| 207 | Mele della Val Sangone                                           | Produits végétaux à l'état naturel ou transformés                                                     |
| 208 | Mele della Valle Bronda                                          | Produits végétaux à l'état naturel ou transformés                                                     |
| 209 | Mele della Valle di Susa                                         | Produits végétaux à l'état naturel ou transformés                                                     |
| 210 | Mele della Valle Grana                                           | Produits végétaux à l'état naturel ou transformés                                                     |
| 211 | Mele della Valsesia                                              | Produits végétaux à l'état naturel ou transformés                                                     |
| 212 | Mele della Valsessera                                            | Produits végétaux à l'état naturel ou transformés                                                     |
| 213 | Mele delle valli di Lanzo                                        | Produits végétaux à l'état naturel ou transformés                                                     |
| 214 | Mele di Cavour - varietà locali                                  | Produits végétaux à l'état naturel ou transformés                                                     |
| 215 | Mele rosse delle valli cuneesi                                   | Produits végétaux à l'état naturel ou transformés                                                     |
| 216 | Meloni di Isola Sant'Antonio                                     | Produits végétaux à l'état naturel ou transformés                                                     |
| 217 | Patata quarantina bianca genovese                                | Produits végétaux à l'état naturel ou transformés                                                     |
| 218 | Patate dell'alta valle Belbo                                     | Produits végétaux à l'état naturel ou transformés                                                     |
| 219 | Patate di Castelnuovo Scrivia                                    | Produits végétaux à l'état naturel ou transformés                                                     |
| 220 | Patate di montagna di Cesana                                     | Produits végétaux à l'état naturel ou transformés                                                     |
| 221 | Patate di San Raffaele Cimena                                    | Produits végétaux à l'état naturel ou transformés                                                     |
| 222 | Peperone di Capriglio                                            | Produits végétaux à l'état naturel ou transformés                                                     |
| 223 | Peperone di Cuneo                                                | Produits végétaux à l'état naturel ou transformés                                                     |
| 224 | Peperone quadrato d'Asti                                         | Produits végétaux à l'état naturel ou transformés                                                     |
| 225 | Peperoni di Carmagnola                                           | Produits végétaux à l'état naturel ou transformés                                                     |
| 226 | Pera madernassa cuneese (d'Alba e della Valle Grana)             | Produits végétaux à l'état naturel ou transformés                                                     |
| 227 | Pere delle valli di Lanzo                                        | Produits végétaux à l'état naturel ou transformés                                                     |
| 228 | Pere tradizionali cuneesi adatte alla cottura                    | Produits végétaux à l'état naturel ou transformés                                                     |
| 229 | Pesche del cuneese                                               | Produits végétaux à l'état naturel ou transformés                                                     |
| 230 | Pesche di Baldissero                                             | Produits végétaux à l'état naturel ou transformés                                                     |
| 231 | Pesche di Borgo d'Ale                                            | Produits végétaux à l'état naturel ou transformés                                                     |
| 232 | Pesche di Canale - varietà locali                                | Produits végétaux à l'état naturel ou transformés                                                     |
| 233 | Pesche di Volpedo                                                | Produits végétaux à l'état naturel ou transformés                                                     |
| 234 | Piccoli frutti della provincia di Torino                         | Produits végétaux à l'état naturel ou transformés                                                     |
| 235 | Piccoli frutti delle valli cuneesi                               | Produits végétaux à l'état naturel ou transformés                                                     |
| 236 | Pisello di Casalborgone                                          | Produits végétaux à l'état naturel ou transformés                                                     |
| 237 | Pomodoro costoluto di Cambiano                                   | Produits végétaux à l'état naturel ou transformés                                                     |
| 238 | Pomodoro costoluto di Chivasso                                   | Produits végétaux à l'état naturel ou transformés                                                     |
| 239 | Pomodoro piatta di Bernezzo                                      | Produits végétaux à l'état naturel ou transformés                                                     |
| 240 | Porro di Cervere                                                 | Produits végétaux à l'état naturel ou transformés                                                     |
| 241 | Porro dolce lungo di Carmagnola                                  | Produits végétaux à l'état naturel ou transformés                                                     |
| 242 | Ramassin (susino damaschino) del Saluzzese                       | Produits végétaux à l'état naturel ou transformés                                                     |
| 243 | Ravanello lungo o tabasso                                        | Produits végétaux à l'état naturel ou transformés                                                     |
| 244 | Risi tradizionali della valle del Po                             | Produits végétaux à l'état naturel ou transformés                                                     |
| 245 | Riso Sant'Andrea Piemonte                                        | Produits végétaux à l'état naturel ou transformés                                                     |
| 246 | Scorzobianca o barbabuc                                          | Produits végétaux à l'état naturel ou transformés                                                     |
| 247 | Scorzonera di Castellazzo Bormida                                | Produits végétaux à l'état naturel ou transformés                                                     |
| 248 | Sedani di Alluvioni Cambiò                                       | Produits végétaux à l'état naturel ou transformés                                                     |
| 249 | Sedano dorato astigiano                                          | Produits végétaux à l'état naturel ou transformés                                                     |
| 250 | Susina Santa Clara del Saluzzese                                 | Produits végétaux à l'état naturel ou transformés                                                     |
| 251 | Susine della collina torinese                                    | Produits végétaux à l'état naturel ou transformés                                                     |
| 252 | Tartufo bianco (tuber magnatum pico)                             | Produits végétaux à l'état naturel ou transformés                                                     |
| 253 | Trifulot del bür                                                 | Produits végétaux à l'état naturel ou transformés                                                     |
| 254 | Uva fragola di Borgo d'Ale                                       | Produits végétaux à l'état naturel ou transformés                                                     |
| 255 | Zucca di Castellazzo Bormida                                     | Produits végétaux à l'état naturel ou transformés                                                     |
| 256 | Zucchini di Borgo d'Ale                                          | Produits végétaux à l'état naturel ou transformés                                                     |
| 257 | Acsenti                                                          | Pâtes fraîches et produits de boulangerie, biscuiterie, pâtisserie et confiserie                      |
| 258 | Agnolotti                                                        | Pâtes fraîches et produits de boulangerie, biscuiterie, pâtisserie et confiserie                      |
| 259 | Amaretti                                                         | Pâtes fraîches et produits de boulangerie, biscuiterie, pâtisserie et confiserie                      |
| 260 | Antico dolce della cattedrale                                    | Pâtes fraîches et produits de boulangerie, biscuiterie, pâtisserie et confiserie                      |
| 261 | Asianot                                                          | Pâtes fraîches et produits de boulangerie, biscuiterie, pâtisserie et confiserie                      |
| 262 | Baci di Cherasco                                                 | Pâtes fraîches et produits de boulangerie, biscuiterie, pâtisserie et confiserie                      |
| 263 | Baci di dama di Tortona                                          | Pâtes fraîches et produits de boulangerie, biscuiterie, pâtisserie et confiserie                      |
| 264 | Bambin 'd succar                                                 | Pâtes fraîches et produits de boulangerie, biscuiterie, pâtisserie et confiserie                      |
| 265 | bicciolani                                                       | Pâtes fraîches et produits de boulangerie, biscuiterie, pâtisserie et confiserie                      |
| 266 | Biova                                                            | Pâtes fraîches et produits de boulangerie, biscuiterie, pâtisserie et confiserie                      |
| 267 | Biscotti della salute                                            | Pâtes fraîches et produits de boulangerie, biscuiterie, pâtisserie et confiserie                      |
| 268 | Biscotti Giolitti                                                | Pâtes fraîches et produits de boulangerie, biscuiterie, pâtisserie et confiserie                      |
| 269 | Biscottini di Novara                                             | Pâtes fraîches et produits de boulangerie, biscuiterie, pâtisserie et confiserie                      |
| 270 | Biscotto della duchessa                                          | Pâtes fraîches et produits de boulangerie, biscuiterie, pâtisserie et confiserie                      |
| 271 | Bonet                                                            | Pâtes fraîches et produits de boulangerie, biscuiterie, pâtisserie et confiserie                      |
| 272 | Brottie                                                          | Pâtes fraîches et produits de boulangerie, biscuiterie, pâtisserie et confiserie                      |
| 273 | Brut e bon                                                       | Pâtes fraîches et produits de boulangerie, biscuiterie, pâtisserie et confiserie                      |
| 274 | Campagnola buschese                                              | Pâtes fraîches et produits de boulangerie, biscuiterie, pâtisserie et confiserie                      |
| 275 | Canestrelli                                                      | Pâtes fraîches et produits de boulangerie, biscuiterie, pâtisserie et confiserie                      |
| 276 | Canestrelli biellesi                                             | Pâtes fraîches et produits de boulangerie, biscuiterie, pâtisserie et confiserie                      |
| 277 | Canestrelli novesi                                               | Pâtes fraîches et produits de boulangerie, biscuiterie, pâtisserie et confiserie                      |
| 278 | Caramelle classiche dure                                         | Pâtes fraîches et produits de boulangerie, biscuiterie, pâtisserie et confiserie                      |
| 279 | Castagnaccio                                                     | Pâtes fraîches et produits de boulangerie, biscuiterie, pâtisserie et confiserie                      |
| 280 | Ciciu d'capdan                                                   | Pâtes fraîches et produits de boulangerie, biscuiterie, pâtisserie et confiserie                      |
| 281 | Cioccolatino alpino                                              | Pâtes fraîches et produits de boulangerie, biscuiterie, pâtisserie et confiserie                      |
| 282 | Cioccolatino cremino                                             | Pâtes fraîches et produits de boulangerie, biscuiterie, pâtisserie et confiserie                      |
| 283 | Cioccolatino grappino                                            | Pâtes fraîches et produits de boulangerie, biscuiterie, pâtisserie et confiserie                      |
| 284 | Coppette di Sant'Antonio (copeta)                                | Pâtes fraîches et produits de boulangerie, biscuiterie, pâtisserie et confiserie                      |
| 285 | Coppi di Langa                                                   | Pâtes fraîches et produits de boulangerie, biscuiterie, pâtisserie et confiserie                      |
| 286 | Crasanzin o crescianzin                                          | Pâtes fraîches et produits de boulangerie, biscuiterie, pâtisserie et confiserie                      |
| 287 | Crocanti del ciavarin                                            | Pâtes fraîches et produits de boulangerie, biscuiterie, pâtisserie et confiserie                      |
| 288 | Farinata di ceci                                                 | Pâtes fraîches et produits de boulangerie, biscuiterie, pâtisserie et confiserie                      |
| 289 | Fiaca'                                                           | Pâtes fraîches et produits de boulangerie, biscuiterie, pâtisserie et confiserie                      |
| 290 | Finocchini                                                       | Pâtes fraîches et produits de boulangerie, biscuiterie, pâtisserie et confiserie                      |
| 291 | Focaccia di Susa                                                 | Pâtes fraîches et produits de boulangerie, biscuiterie, pâtisserie et confiserie                      |
| 292 | Focaccia novese                                                  | Pâtes fraîches et produits de boulangerie, biscuiterie, pâtisserie et confiserie                      |
| 293 | Fugascina di Mergozzo                                            | Pâtes fraîches et produits de boulangerie, biscuiterie, pâtisserie et confiserie                      |
| 294 | Fugassa d'la Befana                                              | Pâtes fraîches et produits de boulangerie, biscuiterie, pâtisserie et confiserie                      |
| 295 | Gianduiotto                                                      | Pâtes fraîches et produits de boulangerie, biscuiterie, pâtisserie et confiserie                      |
| 296 | Grissino rubatà                                                  | Pâtes fraîches et produits de boulangerie, biscuiterie, pâtisserie et confiserie                      |
| 297 | Grissino stirato                                                 | Pâtes fraîches et produits de boulangerie, biscuiterie, pâtisserie et confiserie                      |
| 298 | Krumiri                                                          | Pâtes fraîches et produits de boulangerie, biscuiterie, pâtisserie et confiserie                      |
| 299 | Krussli                                                          | Pâtes fraîches et produits de boulangerie, biscuiterie, pâtisserie et confiserie                      |
| 300 | La duchesse                                                      | Pâtes fraîches et produits de boulangerie, biscuiterie, pâtisserie et confiserie                      |
| 301 | Lingua di suocera                                                | Pâtes fraîches et produits de boulangerie, biscuiterie, pâtisserie et confiserie                      |
| 302 | Lose golose                                                      | Pâtes fraîches et produits de boulangerie, biscuiterie, pâtisserie et confiserie                      |
| 303 | Mantovane di Cossato                                             | Pâtes fraîches et produits de boulangerie, biscuiterie, pâtisserie et confiserie                      |
| 304 | Margheritine di Stresa                                           | Pâtes fraîches et produits de boulangerie, biscuiterie, pâtisserie et confiserie                      |
| 305 | Marron glacé di Cuneo                                            | Pâtes fraîches et produits de boulangerie, biscuiterie, pâtisserie et confiserie                      |
| 306 | Miacce                                                           | Pâtes fraîches et produits de boulangerie, biscuiterie, pâtisserie et confiserie                      |
| 307 | Miasse o miasce                                                  | Pâtes fraîches et produits de boulangerie, biscuiterie, pâtisserie et confiserie                      |
| 308 | Miche di Cuneo                                                   | Pâtes fraîches et produits de boulangerie, biscuiterie, pâtisserie et confiserie                      |
| 309 | Mustaccioli                                                      | Pâtes fraîches et produits de boulangerie, biscuiterie, pâtisserie et confiserie                      |
| 310 | Nocciolini di Chivasso                                           | Pâtes fraîches et produits de boulangerie, biscuiterie, pâtisserie et confiserie                      |
| 311 | Ossa da mordere                                                  | Pâtes fraîches et produits de boulangerie, biscuiterie, pâtisserie et confiserie                      |
| 312 | Pan barbarià                                                     | Pâtes fraîches et produits de boulangerie, biscuiterie, pâtisserie et confiserie                      |
| 313 | Pan della marchesa                                               | Pâtes fraîches et produits de boulangerie, biscuiterie, pâtisserie et confiserie                      |
| 314 | Pan dolce di Cannobio                                            | Pâtes fraîches et produits de boulangerie, biscuiterie, pâtisserie et confiserie                      |
| 315 | Pan d'Oropa                                                      | Pâtes fraîches et produits de boulangerie, biscuiterie, pâtisserie et confiserie                      |
| 316 | Pan robi                                                         | Pâtes fraîches et produits de boulangerie, biscuiterie, pâtisserie et confiserie                      |
| 317 | Pane di Chianocco                                                | Pâtes fraîches et produits de boulangerie, biscuiterie, pâtisserie et confiserie                      |
| 318 | Pane di mais di Novara                                           | Pâtes fraîches et produits de boulangerie, biscuiterie, pâtisserie et confiserie                      |
| 319 | Pane di riso di Novara                                           | Pâtes fraîches et produits de boulangerie, biscuiterie, pâtisserie et confiserie                      |
| 320 | Pane di San Gaudenzio                                            | Pâtes fraîches et produits de boulangerie, biscuiterie, pâtisserie et confiserie                      |
| 321 | Pane di segale                                                   | Pâtes fraîches et produits de boulangerie, biscuiterie, pâtisserie et confiserie                      |
| 322 | Pane dolce di meliga e mele                                      | Pâtes fraîches et produits de boulangerie, biscuiterie, pâtisserie et confiserie                      |
| 323 | Pane nero di Coimo                                               | Pâtes fraîches et produits de boulangerie, biscuiterie, pâtisserie et confiserie                      |
| 324 | Panettone basso glassato alle nocciole                           | Pâtes fraîches et produits de boulangerie, biscuiterie, pâtisserie et confiserie                      |
| 325 | Panna cotta                                                      | Pâtes fraîches et produits de boulangerie, biscuiterie, pâtisserie et confiserie                      |
| 326 | Paste di meliga                                                  | Pâtes fraîches et produits de boulangerie, biscuiterie, pâtisserie et confiserie                      |
| 327 | Pasticceria mignon della tradizione torinese                     | Pâtes fraîches et produits de boulangerie, biscuiterie, pâtisserie et confiserie                      |
| 328 | Pastiglie di zucchero della tradizione torinese                  | Pâtes fraîches et produits de boulangerie, biscuiterie, pâtisserie et confiserie                      |
| 329 | Plin                                                             | Pâtes fraîches et produits de boulangerie, biscuiterie, pâtisserie et confiserie                      |
| 330 | Polenta astigiana                                                | Pâtes fraîches et produits de boulangerie, biscuiterie, pâtisserie et confiserie                      |
| 331 | Polenta dolce biellese                                           | Pâtes fraîches et produits de boulangerie, biscuiterie, pâtisserie et confiserie                      |
| 332 | Praline al rhum                                                  | Pâtes fraîches et produits de boulangerie, biscuiterie, pâtisserie et confiserie                      |
| 333 | Praline cri cri                                                  | Pâtes fraîches et produits de boulangerie, biscuiterie, pâtisserie et confiserie                      |
| 334 | Quaquare di Genola                                               | Pâtes fraîches et produits de boulangerie, biscuiterie, pâtisserie et confiserie                      |
| 335 | Rabaton                                                          | Pâtes fraîches et produits de boulangerie, biscuiterie, pâtisserie et confiserie                      |
| 336 | Rustica                                                          | Pâtes fraîches et produits de boulangerie, biscuiterie, pâtisserie et confiserie                      |
| 337 | Sangiorgini di Piossasco                                         | Pâtes fraîches et produits de boulangerie, biscuiterie, pâtisserie et confiserie                      |
| 338 | Stinchett o runditt o amiasc                                     | Pâtes fraîches et produits de boulangerie, biscuiterie, pâtisserie et confiserie                      |
| 339 | Tajarin                                                          | Pâtes fraîches et produits de boulangerie, biscuiterie, pâtisserie et confiserie                      |
| 340 | Tigrini                                                          | Pâtes fraîches et produits de boulangerie, biscuiterie, pâtisserie et confiserie                      |
| 341 | Tirà                                                             | Pâtes fraîches et produits de boulangerie, biscuiterie, pâtisserie et confiserie                      |
| 342 | Tirulen                                                          | Pâtes fraîches et produits de boulangerie, biscuiterie, pâtisserie et confiserie                      |
| 343 | Torcetti                                                         | Pâtes fraîches et produits de boulangerie, biscuiterie, pâtisserie et confiserie                      |
| 344 | Torrone di nocciole                                              | Pâtes fraîches et produits de boulangerie, biscuiterie, pâtisserie et confiserie                      |
| 345 | Torta 'd ravisce                                                 | Pâtes fraîches et produits de boulangerie, biscuiterie, pâtisserie et confiserie                      |
| 346 | Torta del buscajet                                               | Pâtes fraîches et produits de boulangerie, biscuiterie, pâtisserie et confiserie                      |
| 347 | Torta del Palio                                                  | Pâtes fraîches et produits de boulangerie, biscuiterie, pâtisserie et confiserie                      |
| 348 | Torta di Arignano                                                | Pâtes fraîches et produits de boulangerie, biscuiterie, pâtisserie et confiserie                      |
| 349 | Torta di castagne                                                | Pâtes fraîches et produits de boulangerie, biscuiterie, pâtisserie et confiserie                      |
| 350 | Torta di nocciole                                                | Pâtes fraîches et produits de boulangerie, biscuiterie, pâtisserie et confiserie                      |
| 351 | Torta di pane                                                    | Pâtes fraîches et produits de boulangerie, biscuiterie, pâtisserie et confiserie                      |
| 352 | Torta matsafam                                                   | Pâtes fraîches et produits de boulangerie, biscuiterie, pâtisserie et confiserie                      |
| 353 | Torta palpiton                                                   | Pâtes fraîches et produits de boulangerie, biscuiterie, pâtisserie et confiserie                      |
| 354 | Tupunin                                                          | Pâtes fraîches et produits de boulangerie, biscuiterie, pâtisserie et confiserie                      |
| 355 | Violette candite                                                 | Pâtes fraîches et produits de boulangerie, biscuiterie, pâtisserie et confiserie                      |
| 356 | Zest di Carignano                                                | Pâtes fraîches et produits de boulangerie, biscuiterie, pâtisserie et confiserie                      |
| 357 | Lampré (lampreda)                                                | Préparations de poissons, mollusques, crustacés, et techniques particulières d'élevage de ces espèces |
| 358 | Prodotti ittici in carpione                                      | Préparations de poissons, mollusques, crustacés, et techniques particulières d'élevage de ces espèces |
| 359 | Trota salmonata affumicata                                       | Préparations de poissons, mollusques, crustacés, et techniques particulières d'élevage de ces espèces |
| 360 | Brus da ricotta                                                  | Produits d'origine animale (miel, produits laitiers, à l'exclusion du beurre)                         |
| 361 | Mascarpa (mascherpa)                                             | Produits d'origine animale (miel, produits laitiers, à l'exclusion du beurre)                         |
| 362 | Mieli del Piemonte                                               | Produits d'origine animale (miel, produits laitiers, à l'exclusion du beurre)                         |
| 363 | Seirass (sairass) di latte                                       | Produits d'origine animale (miel, produits laitiers, à l'exclusion du beurre)                         |
| 364 | Seirass del fen                                                  | Produits d'origine animale (miel, produits laitiers, à l'exclusion du beurre)                         |
| 365 | Seirass di siero di pecora                                       | Produits d'origine animale (miel, produits laitiers, à l'exclusion du beurre)                         |
| 366 | Seirass stagionato                                               | Produits d'origine animale (miel, produits laitiers, à l'exclusion du beurre)                         |